# Serious game
Um "jogo sério" - tradução literal do inglês "serious game", é um jogo que usa jogos computacionais e abordagens de simulação e/ou tecnologias para primariamente, propósitos de não entretenimento. O termo "sério" (serious) refere-se que o jogo é voltado mais para fins educacionais do que de entretenimento. Eles têm sido amplamente utilizados nas áreas de defesa, educação, exploração científica, serviços de saúde, gestão de emergência, defesa, negócios, turismo, planejamento urbano, engenharia, religião e política, de uma forma imersiva ou interativa que possam ser usufruídas da melhor forma possível. 
O conceito de utilizar jogos com propósitos educativos tem a sua origem ainda antes da revolução tecnológica e do uso comum de computadores: O primeiro "serious game" foi o Army Battlezone, um projeto desenvolvido pela empresa Atari nos anos 80. Este jogo foi concebido para treinar militares em situação de batalha. Ao longo dos anos, e à medida que os computadores para uso pessoal estão sendo desenvolvidos, os "serious games" são concebidos para uma cada vez maior variedade de áreas: educação, treinamento profissional, saúde, publicidade, e políticas públicas.
"Jogos sérios" partilham cinco características: têm uma meta, têm regras, têm feedback, têm competição e sua participação é voluntária. A única característica que pode nem sempre estar presente nos "jogos sérios" é a participação voluntária, já que se o "jogo sério" for uma simulação com o propósito de educar e treinar os participantes para que na vida real, eles cometam menos erros e estejam mais bem preparados, como é o caso do "jogo sério" ABCDEsim que é jogado nas faculdades de medicina e obrigatório para que os formandos melhoram suas habilidades.
"Jogos sérios" diferem de outros produtos dos media, como filmes educacionais ou livros porque oferecem uma experiência em que o jogador está ativamente envolvido em fazer decisões.O jogador está imerso na experiência do jogo e recebe feedback sobre as suas decisões. E é por isso que "jogos sérios" têm mais probabilidade de atingir um resultado de aprendizagem melhor. "Jogos sérios" são tanto educacionais e agradáveis porque são intrinsicamente motivadores, o ambiente de jogo é responsivo e pode ter uma complexidade que permite oportunidade de aprendizado.
"Jogos sérios" não são considerados um tipo de jogo, mas podem ser concebidos para vários tipos de jogos como RPG, multiplayer, ação, aventura, cartas, etc... Às vezes, até publicidade é feita na forma de um "jogo sério".

## Classificação e subgrupos
A classificação dos serious games é algo que ainda precisa se solidificar, há entretanto alguns termos de uso comum.
- Advergame - nome dado a estratégia de comunicação mercadológica (ferramenta do marketing) que usa jogos, em particular os eletrônicos, como ferramentas para divulgar e promover marcas, produtos, organizações e/ou pontos de vista.
- Edutainment - o Edutainment tipicamente tenta instruir ou socializar sua audiência passando-se lições por meio de formas familiares de entretenimento.
- Aprendizagem - esses jogos possuem objetivos de aprendizado. Geralmente eles são criados para equilibrar o assunto com a jogabilidade e a habilidade do jogador de reter e aplicar parte do assunto no mundo real.[2]
- Notícias - jogos jornalísticos que reportam eventos recentes ou enviam comentários editoriais sobre o evento. Um dos exemplos é o jogo September 12th.[3]
- Simulação - jogos que simulam atividades da vida real, com objetivo de representar a realidade o mais exata possível.
- Jogos persuasivos - esses jogos são usados como tecnologia de persuasão.
- Dinâmica organizacional - jogos que ensinam e refletem sobre questões de dinâmica organizacional, em três níveis: comportamento individual, dinâmica de grupo e rede, e dinâmica cultural.
- Jogos para saúde - são jogos para treinamento médico, educação de saúde, terapia psicológica, ou jogos que usam reabilitação física ou cognitiva.
- Jogos de arte - jogos usados para expressar ideias artísticas ou arte produzida por meio de jogos eletrônicos.
- Militainment - jogos bancados por militares ou que replicam operações militares com um alto grau de precisão.

Serious games que combinam vários aspectos são chamados de Jogos edumarket. Por exemplo, Food Force combina notícia, persuasão e educação.

## Exemplos
- Insuonline - Serious Game para educação de médicos sobre o uso de insulina no tratamento do diabetes;
- Joy e as Letrinhas - Um Serious Game como ferramenta de auxílio no processo de alfabetização de crianças do ensino fundamental;
- ABCDEsim - Um Serious Game para treino de estudantes de emergência médica;
- Darfur is Dying - Um Serious Game para experimentar como é viver na cidade de Darfur;
- From 5 to 4 - Um Serious Game para incentivar as pessoas a andar menos de automóvel.